# HAAi
HAAi (* 1985 oder 1986 in Karratha, bürgerlich Teneil Throssell) ist eine Produzentin elektronischer Tanzmusik und DJ, die in London lebt.

## Biografie
HAAi kam 1985 oder 1985 in Karratha, einem Ort in einem wenig bevölkerten Landesteil Australiens zur Welt. In ihrer Jugend lernte sie Gitarre spielen. Wegen der Punkrock-Szene in Sydney zog sie später dorthin. Zusammen mit dem Bassisten Ash Moss zog sie 2011 schließlich nach London, wo die beiden die Psychedelic-Rock-Band Dark Bells gründeten. Mit der Gruppe bespielte sie bis zur Trennung einige britische Festivals.
Ein Besuch des Berghain während eines Aufenthalts in Berlin weckte ihr Interesse für elektronische Musik. Sie fing an, selber aufzulegen und wurde schließlich zum Resident-DJ der Ridley Road Market Bar in London. Ihr Künstlername entstammt einem Liedtitel der indonesischen Band The Panthers. Durch ihre Musikauswahl, darunter türkischer Funk, afrikanische Perkussion und orientalische Tanzmusik, wurde nach einiger Zeit Joe Coghill, der Manager des kanadischen Musikers Jacques Greene, auf sie aufmerksam. Er bot ihr an, bei einigen Konzerten Greens im Vereinigten Königreich als Supportact mitzuwirken. Außerdem stellte Coghill den Kontakt zwischen ihr und Andy Peyton, dem Besitzer des Clubs Phonox, her, der sie 2016 als Nachfolger des ehemaligen Resident-DJs Jasper James engagierte. Bis 2018 trat sie dort wöchentlich auf. In dieser Zeit veranstaltete sie die Party Coconut Beats im Londoner Stadtviertel Dalston, aus der sich später eine wöchentliche Veranstaltungsreihe und ein Label entwickelten.
Darüber hinaus veröffentlichte sie 2017 ihre erste EP DaDaDa. 2018 trat sie auf zahlreichen Festivals auf, unter anderem auf dem Glastonbury Festival, das Field Day in London und auf dem Nuits Sonores in Lyon. Ihr Beitrag zur BBC-Sendung Essential Mix wurde von dem Sender als bester des Jahres ausgezeichnet. Im zweiten Halbjahr 2019 wurde sie auch zum Resident-DJ des Radiosenders BBC Radio 1. Gleichzeitig unterzeichnete sie bei dem Label Mute und brachte als erste Veröffentlichung über das Label die EP Systems UP, Windows Down heraus.
Mit der Arbeit an ihrem Debütalbum Baby, We're Ascending begann sie während des Lockdowns aufgrund der COVID-19-Pandemie, worin sie einen Grund für den persönlicheren Ton des Albums sieht. Ermutigt von dem Mute-Gründer Daniel Miller singt sie auf dem Album auch erstmals. Die ADHS-Diagnose, die sie etwa zur gleichen Zeit erhielt, wurde zu einem Thema der Texte. Das Album erschien 2022. Erstmals sind darauf mit Jon Hopkins, Alexis Taylor, Obi Franky und Kai-Isaiah Jamal auch Auftritte bekannterer Gäste vertreten. Mit Jamal ist sie befreundet, seitdem die beiden im gleichen Gebäude gelebt hatten. Als einen Grund, warum HAAi in der Vergangenheit vor Gastauftritten zurückgeschreckt hatte, nannte sie die Angst, als Frau nicht als Schöpferin ihrer Musik anerkannt zu werden. Neu war auch die Zusammenarbeit mit einer Tontechnikerin. Das Album wurde unter anderem in der britischen Tageszeitung The Guardian, der Website Pitchfork Media, der deutschen Musikzeitschrift Musikexpress und der britischen Musikzeitschrift New Musical Express besprochen. Anlässlich der Veröffentlichung des Albums widmete diese ihr zudem ein Porträt. Metacritic ermittelte unter den berücksichtigten Rezensionen eine durchschnittliche Bewertung von 75 %.
Zu ihren Einflüssen zählt HAAi die Musiker Andrew Weatherall, John Talabot und Koze.

## Diskografie
Studioalben
- 2022: Baby, We're Ascending (Mute)

EPs
- 2017: DaDaDa
- 2018: Motorik Voodoo Bush Doof Musik
- 2019: Systems Up, Windows Down
- 2020: Put Your Head Above the Parakeets

## Auszeichnungen
- 2018: BBC Essential Mix Award[15]